# Elecciones municipales de 2015 en Navarra
Las elecciones municipales de 2015 en la Comunidad Foral de Navarra se celebraron el 24 de mayo, junto con las del Parlamento Foral. En la mayor parte de los municipios navarros, como en las pasadas elecciones de 2011, se impuso la Unión del Pueblo Navarro, aunque en esta ocasión su victoria en las capitales de cada Merindad no fue como en 2011, teniendo mayorías mínimas. 
La Unión del Pueblo Navarro bajó de los 322 concejales obtenidos en 2011 a un total de 281 en estas elecciones, 41 concejales menos. El Partido Socialista de Navarra fue el segundo mayor perjudicado en estas elecciones, perdiendo 31 concejales (de 239 a 208). Geroa Bai también bajó en número de concejales (si lo consideramos sucesor de Nafarroa Bai) de los 70 concejales a los 59. El Partido Popular de Navarra también bajó de los 46 concejales a los 21. Por otro lado, EH Bildu ganó 113 concejales, pasando de los 184 de 2011 a los 297 en estas elecciones. 

## Resultados electorales

### Resultados globales
| ← Elecciones municipales de 2015 en la Comunidad Foral de Navarra → |         |           |            |            |
| Partido                                                             | Votos   | Variación | Porcentaje | Concejales |
| Participación                                                       | 335.289 | 1,53%     | 71,25%     | 1.835      |
| Voto en blanco                                                      | 9.977   | 0,16%     | 3,03%      | -          |
| Votos nulos                                                         | 6.272   | 0,12%     | 1,87%      | -          |
| Primeros partidos:                                                  | -       | -         | -          | -          |
| UPN                                                                 | 79.472  | 3,54%     | 24,15%     | 281        |
| EH Bildu                                                            | 54.127  | 4,82%     | 16,45%     | 297        |
| PSN                                                                 | 43.460  | 2,66%     | 13,21%     | 208        |
| GBai                                                                | 29.177  | 2,52%     | 8,87%      | 59         |
| I-E                                                                 | 14.829  | 0,22%     | 4,51%      | 23         |
| PPN                                                                 | 11.412  | 2,52%     | 3,47%      | 21         |

### Resultados en las cabezas de los partidos judiciales de cada Merindad
En la siguiente tabla se muestran los resultados electorales de los municipios de Pamplona, Tudela, Estella, Sangüesa y Tafalla.
| Municipio | Municipio              | Alcalde y gobierno municipal saliente                                   | Partido  | Votos  | %      | Concejales | +/– | Alcalde y gobierno municipal electo                                         |
| --------- | ---------------------- | ----------------------------------------------------------------------- | -------- | ------ | ------ | ---------- | --- | --------------------------------------------------------------------------- |
|           | Pamplona 27 concejales | - Alcalde: Enrique Maya (UPN) - Gobierno municipal: UPN                 | UPN      | 30.404 | 30,64% | 10         | 1   | - Alcalde: Joseba Asiron (EH Bildu) - Gobierno municipal: EH Bildu          |
| EH Bildu  | Pamplona 27 concejales | - Alcalde: Enrique Maya (UPN) - Gobierno municipal: UPN                 | 16.640   | 16,77% | 5      | 2          |     | - Alcalde: Joseba Asiron (EH Bildu) - Gobierno municipal: EH Bildu          |
| GBai      | Pamplona 27 concejales | - Alcalde: Enrique Maya (UPN) - Gobierno municipal: UPN                 | 15.657   | 15,78% | 5      | 2          |     | - Alcalde: Joseba Asiron (EH Bildu) - Gobierno municipal: EH Bildu          |
| PSN       | Pamplona 27 concejales | - Alcalde: Enrique Maya (UPN) - Gobierno municipal: UPN                 | 10.058   | 10,14% | 3      | 0          |     | - Alcalde: Joseba Asiron (EH Bildu) - Gobierno municipal: EH Bildu          |
| Aranzadi  | Pamplona 27 concejales | - Alcalde: Enrique Maya (UPN) - Gobierno municipal: UPN                 | 9.508    | 9,58%  | 3      | Nuevo      |     | - Alcalde: Joseba Asiron (EH Bildu) - Gobierno municipal: EH Bildu          |
| I-E       | Pamplona 27 concejales | - Alcalde: Enrique Maya (UPN) - Gobierno municipal: UPN                 | 5.694    | 5,74%  | 1      | 0          |     | - Alcalde: Joseba Asiron (EH Bildu) - Gobierno municipal: EH Bildu          |
|           | Tudela 21 concejales   | - Alcalde: Luis Casado Oliver (UPN) - Gobierno municipal: UPN           | UPN      | 4.349  | 26,58% | 6          | 2   | - Alcalde: Eneko Larrarte Huguet (I-E) - Gobierno municipal: I-E            |
| I-E       | Tudela 21 concejales   | - Alcalde: Luis Casado Oliver (UPN) - Gobierno municipal: UPN           | 3.766    | 23,01% | 6      | 2          |     | - Alcalde: Eneko Larrarte Huguet (I-E) - Gobierno municipal: I-E            |
| PSN       | Tudela 21 concejales   | - Alcalde: Luis Casado Oliver (UPN) - Gobierno municipal: UPN           | 2.408    | 14,71% | 3      | 2          |     | - Alcalde: Eneko Larrarte Huguet (I-E) - Gobierno municipal: I-E            |
| TD PDa    | Tudela 21 concejales   | - Alcalde: Luis Casado Oliver (UPN) - Gobierno municipal: UPN           | 1.933    | 11,81% | 3      | Nuevo      |     | - Alcalde: Eneko Larrarte Huguet (I-E) - Gobierno municipal: I-E            |
| PPN       | Tudela 21 concejales   | - Alcalde: Luis Casado Oliver (UPN) - Gobierno municipal: UPN           | 1.498    | 9,15%  | 2      | 2          |     | - Alcalde: Eneko Larrarte Huguet (I-E) - Gobierno municipal: I-E            |
| CUP       | Tudela 21 concejales   | - Alcalde: Luis Casado Oliver (UPN) - Gobierno municipal: UPN           | 919      | 5,62%  | 1      | Nuevo      |     | - Alcalde: Eneko Larrarte Huguet (I-E) - Gobierno municipal: I-E            |
|           | Estella 17 concejales  | - Alcalde: Begoña Ganuza Bernaola (UPN) - Gobierno municipal: UPN       | UPN      | 1.947  | 28,8%  | 5          | 2   | - Alcalde: Koldo Leoz Garciandia (EH Bildu) - Gobierno municipal: EH Bildu  |
| EH Bildu  | Estella 17 concejales  | - Alcalde: Begoña Ganuza Bernaola (UPN) - Gobierno municipal: UPN       | 1.631    | 24,12% | 5      | 1          |     | - Alcalde: Koldo Leoz Garciandia (EH Bildu) - Gobierno municipal: EH Bildu  |
| AOEL      | Estella 17 concejales  | - Alcalde: Begoña Ganuza Bernaola (UPN) - Gobierno municipal: UPN       | 1.186    | 17,54% | 3      | Nuevo      |     | - Alcalde: Koldo Leoz Garciandia (EH Bildu) - Gobierno municipal: EH Bildu  |
| PSN       | Estella 17 concejales  | - Alcalde: Begoña Ganuza Bernaola (UPN) - Gobierno municipal: UPN       | 864      | 12,78% | 2      | 0          |     | - Alcalde: Koldo Leoz Garciandia (EH Bildu) - Gobierno municipal: EH Bildu  |
| GBai      | Estella 17 concejales  | - Alcalde: Begoña Ganuza Bernaola (UPN) - Gobierno municipal: UPN       | 707      | 10,46% | 2      | 0          |     | - Alcalde: Koldo Leoz Garciandia (EH Bildu) - Gobierno municipal: EH Bildu  |
|           | Tafalla 17 concejales  | - Alcalde: Cristina Sota Pernaut (UPN) - Gobierno municipal: UPN        | EH Bildu | 2.405  | 39,84% | 8          | 2   | - Alcalde: Arturo Goldaracena Asa (EH Bildu) - Gobierno municipal: EH Bildu |
| UPN       | Tafalla 17 concejales  | - Alcalde: Cristina Sota Pernaut (UPN) - Gobierno municipal: UPN        | 1.466    | 24,28% | 4      | 3          |     | - Alcalde: Arturo Goldaracena Asa (EH Bildu) - Gobierno municipal: EH Bildu |
| ImporT    | Tafalla 17 concejales  | - Alcalde: Cristina Sota Pernaut (UPN) - Gobierno municipal: UPN        | 859      | 14,23% | 2      | 1          |     | - Alcalde: Arturo Goldaracena Asa (EH Bildu) - Gobierno municipal: EH Bildu |
| PSN       | Tafalla 17 concejales  | - Alcalde: Cristina Sota Pernaut (UPN) - Gobierno municipal: UPN        | 681      | 11,28% | 2      | 1          |     | - Alcalde: Arturo Goldaracena Asa (EH Bildu) - Gobierno municipal: EH Bildu |
| I-E       | Tafalla 17 concejales  | - Alcalde: Cristina Sota Pernaut (UPN) - Gobierno municipal: UPN        | 410      | 6,79%  | 1      | 1          |     | - Alcalde: Arturo Goldaracena Asa (EH Bildu) - Gobierno municipal: EH Bildu |
|           | Sangüesa 13 concejales | - Alcalde: Ángel María Navallas Echarte (APS) - Gobierno municipal: APS | APS      | 1.131  | 41,9%  | 6          | 0   | - Alcalde: Ángel María Navallas Echarte (APS) - Gobierno municipal: APS     |
| AISS      | Sangüesa 13 concejales | - Alcalde: Ángel María Navallas Echarte (APS) - Gobierno municipal: APS | 869      | 32,2%  | 5      | 0          |     | - Alcalde: Ángel María Navallas Echarte (APS) - Gobierno municipal: APS     |
| EH Bildu  | Sangüesa 13 concejales | - Alcalde: Ángel María Navallas Echarte (APS) - Gobierno municipal: APS | 442      | 16,38% | 2      | 1          |     | - Alcalde: Ángel María Navallas Echarte (APS) - Gobierno municipal: APS     |

a En 2015 los círculos locales de Podemos en Tudela se presentaron una candidatura independiente impulsada por su consejo bajo la marca «Tudela Puede».